# Marco Fichera
Marco Fichera (* 4. September 1993 in Mailand) ist ein italienischer Degenfechter.

## Erfolge
Marco Fichera erzielte seinen ersten internationalen Erfolg mit dem Gewinn der Bronzemedaille im Mannschaftswettbewerb der Europaspiele 2015 in Baku. Im Jahr darauf erreichte er bei den Olympischen Spielen in Rio de Janeiro den 26. Platz in der Einzelkonkurrenz. Mit der italienischen Equipe zog er ins Finale gegen Frankreich ein, das die Franzosen mit 45:31 gewannen. Gemeinsam mit Enrico Garozzo, Paolo Pizzo und Andrea Santarelli erhielt er die Silbermedaille. Bei den Europameisterschaften 2018 in Novi Sad gewann er mit der Mannschaft eine weitere Bronzemedaille.